# Napothera crassa
Napothera crassa е вид птица от семейство Pellorneidae.

## Разпространение
Видът е разпространен в Индонезия и Малайзия.